# Julien Liradelfo
Julien Liradelfo, né le 6 août 1985, est un ouvrier et homme politique belge du Parti du travail de Belgique.

## Biographie

### Vie salariée
(août 2023).
Julien Liradelfo naît le 6 août 1985 dans une famille de Herstal dans une fratrie de quatre enfants. Son père est sidérurgiste et syndicaliste et sa mère institutrice primaire. La famille Liradelfo est ancrée à gauche.
Il suit des études à l'école technique de Herstal. À 19 ans, il rentre dans le monde du travail et enchaîne neuf boulots différents (chauffagiste, terrassier; centre funéraire...). Il suit ensuite une formation de technicien en commandes numériques. 
Il rentre chez ArcelorMittal en 2011, dans le chaud à Chertal. Peu après son arrivée, on annonce la fermeture de la phase à chaud contre laquelle il luttera. Il est finalement licencié en 2013.
Après son licenciement, il enchaîne à nouveau les petits boulots, notamment chez Ikea. Il devient par la suite technicien aéronautique à la Défense à la suite d'une formation dans ce domaine suivie en 2016. Il démissionne à la suite de son élection au Parlement wallon en 2019.

### Engagement politique
En 2012, il est élu comme conseiller communal à Herstal dans le groupe PTB, mais ne peut siéger car son frère jumeau Maxime est également élu. Cependant, il le remplacera en 2018.
Aux élections communales de 2018, il est réélu conseiller communal de Herstal. 
Aux élections régionales de 2019, il est élu député au Parlement Wallon pour la circonscription de Liège.